# Amaurospiza concolor
Sementeiro-azul ou negrinho-mexicano (Amaurospiza concolor) é uma espécie de ave da família Cardinalidae.
Pode ser encontrada nos seguintes países: Belize, Colômbia, Costa Rica, Equador, El Salvador, Honduras, México, Nicarágua, Panamá e Peru.
Os seus habitats naturais são: regiões subtropicais ou tropicais húmidas de alta altitude e florestas secundárias altamente degradadas.